# Snowflakes of Love
Snowflakes of Love è un singolo discografico della cantante statunitense Toni Braxton, pubblicato nel 2001.

## Il brano
Il brano è stato scritto da Toni Braxton, Keri Lewis (membro dei Mint Condition) e Isaac Hayes. Hayes è accreditato in quanto la canzone utilizza un campionamento del brano strumentale Now We're One, scritto da Hayes ed interpretato da Earl Klugh per la colonna sonora del film del 1974 È tempo di uccidere detective Treck (Truck Turner).
Il brano è stato estratto dal quarto album in studio di Toni Braxton, l'album natalizio Snowflakes.

## Tracce
- CD Singolo (USA)

1. Snowflakes of Love – 4:06
2. Snowflakes of Love (Instrumental) – 4:06